# Angela Richards
Angela Richards (18 dicembre 1944) è un'attrice e cantante britannica.
Ha recitato in numerosi musical a Londra, tra cui Robert and Elizabeth (1964), Annie (1967), L'opera del mendicante (1968), Applause (1972), Zorba (1973), Cole (1974), Happy End (1975), Liza of Lambeth (1976), Cats (1984), Side By Side By Sondheim (1986; candidata al Laurence Olivier Award alla migliore attrice in un musical), High Society (1987), How Lucky Can You Get? (1988), Blood Brothers (1990), Company (1990), A Swell Party (1991), Moll Flanders (1993), Follies (1996), Putting It Together (tour inglese, 2003) e Cabaret (2007-2008).